# Adriaen Veen
Adriaen Veen (Gouda, 1572 – 1633) è stato un cartografo olandese.

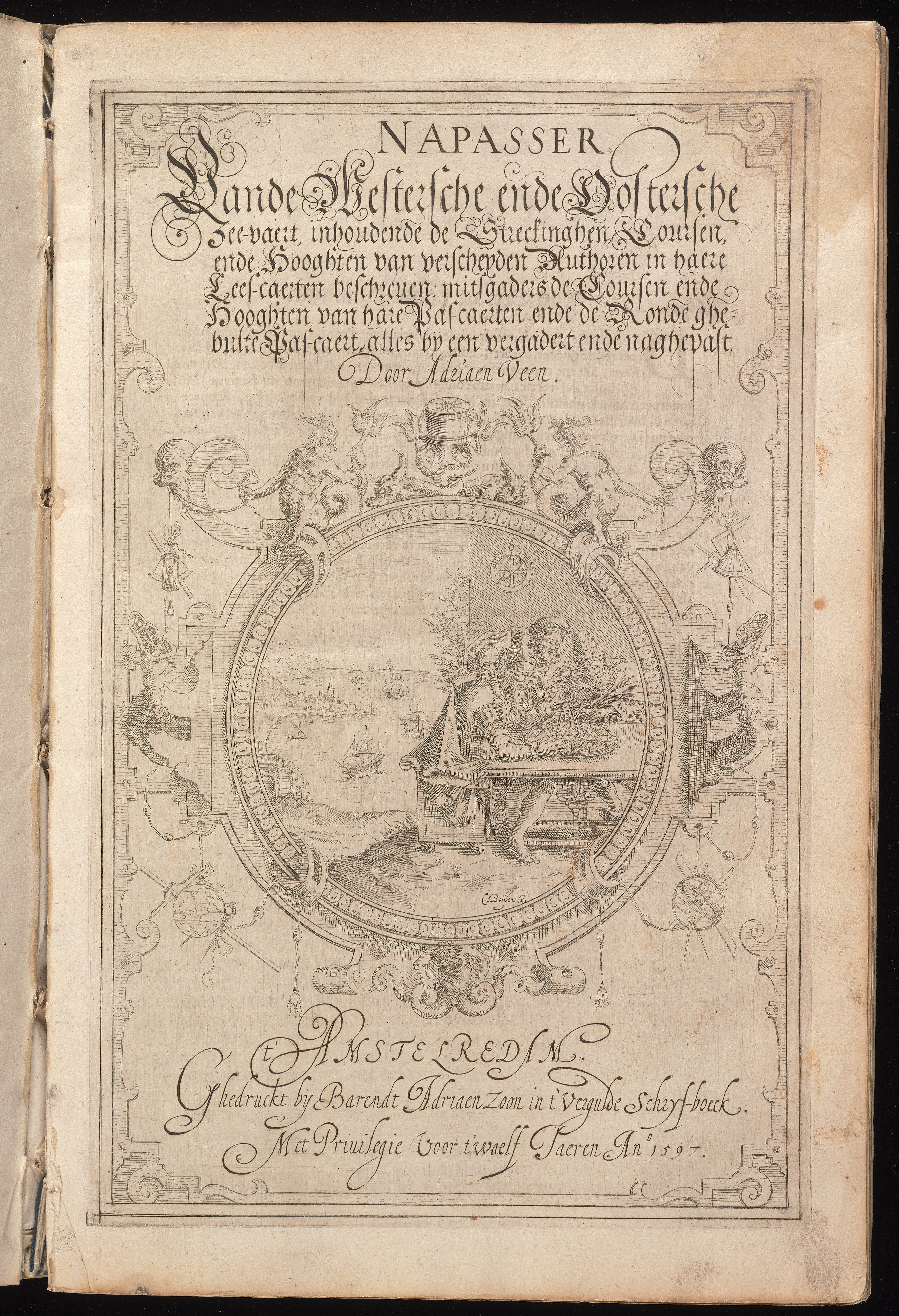
Napasser (1597) di Adriaen Veen

Nato a Gouda, figlio di un mercante, nel 1594 divenne cittadino di Amsterdam, dove lavorò come insegnante di navigazione. 
Il suo nome è legato, oltre che alla produzione di globi, all'invenzione ed esecuzione di carte, paragonabili a porzioni di globi, che seguono la curvatura della Terra. Per le sue gebulde kaarten (carte curve) ricevette uno stipendio annuale dagli Stati Generali dal 1598 al 1611. Non si conoscono esemplari delle sue carte curve, ma la loro esistenza è confermata da annotazioni in diversi giornali di bordo olandesi, così come dal ritrovamento di un compasso a tre gambe, costruito appositamente per l'utilizzo con questo tipo di carte.
Era ancora in vita nel 1633.

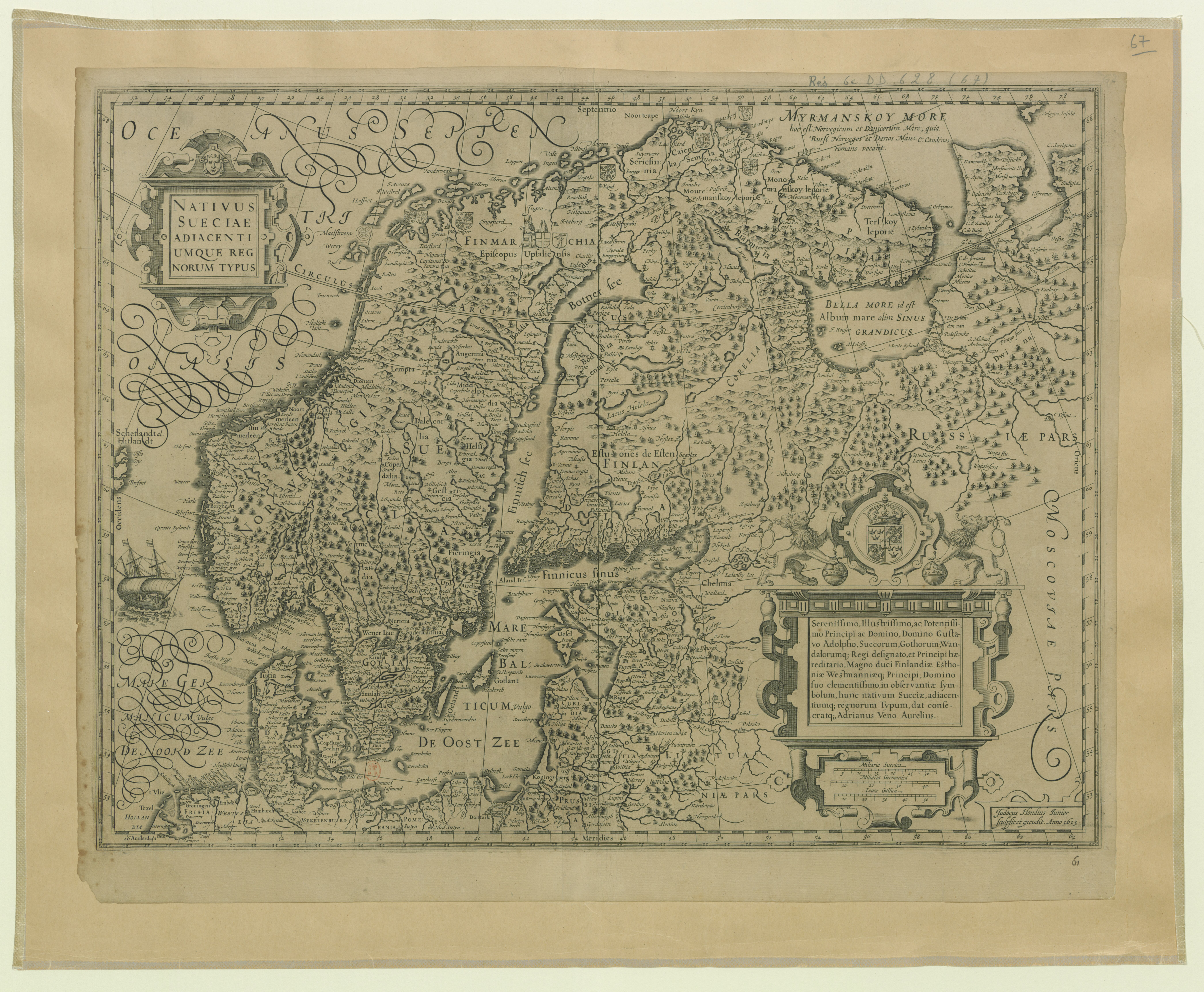
Scandinavia (1613, Hondius jr. e Veen)